# Aussurucq
Aussurucq (en euskera Altzürükü) es una localidad y comuna del departamento de Pirineos Atlánticos, en la región de Nueva Aquitania y el territorio histórico de Sola, en el País Vasco francés.

## Demografía
| Gráfica de evolución demográfica de Aussurucq entre 1800 y 2012 |
|                                                                 |

Fuentes: Ldh/EHESS/Cassini e INSEE.

## Economía
La principal actividad es la agrícola (ganadería y pastos).

## Literatura
Es la localidad de nacimiento del personaje literario Sor Pauline Bernardette, del libro Memorias de una Vaca, del escritor Bernardo Atxaga.